# Association mondiale anationale
 (octobre 2020).
Si vous disposez d'ouvrages ou d'articles de référence ou si vous connaissez des sites web de qualité traitant du thème abordé ici, merci de compléter l'article en donnant les références utiles à sa vérifiabilité et en les liant à la section « Notes et références ».
L’Association mondiale anationale (en espéranto : Sennacieca Asocio Tutmonda, SAT) est une association dont le but est de rendre actif l’usage de la langue internationale espéranto à travers le monde, sans distinction des frontières nationales, chacun étant membre individuel de l’association. Elle s’est appuyée à sa création sur les regroupements de travailleurs.

## Histoire et création
SAT a été créée en 1921 par des espérantistes politiquement engagés comme Eugène Lanti qui en est un des fondateurs, participant au mouvement ouvrier. SAT s'est créée en opposition du courant qui se définit comme neutre et qu'elle nomme « mouvement bourgeois ». Les fondateurs de SAT considéraient en effet que l'espéranto devait jouer un rôle dans la lutte des classes comme instrument de la classe ouvrière pour son émancipation, en écho avec la position des Internationales ouvrières qui proclamaient « Prolétaires de tous les pays, unissez-vous ! ».

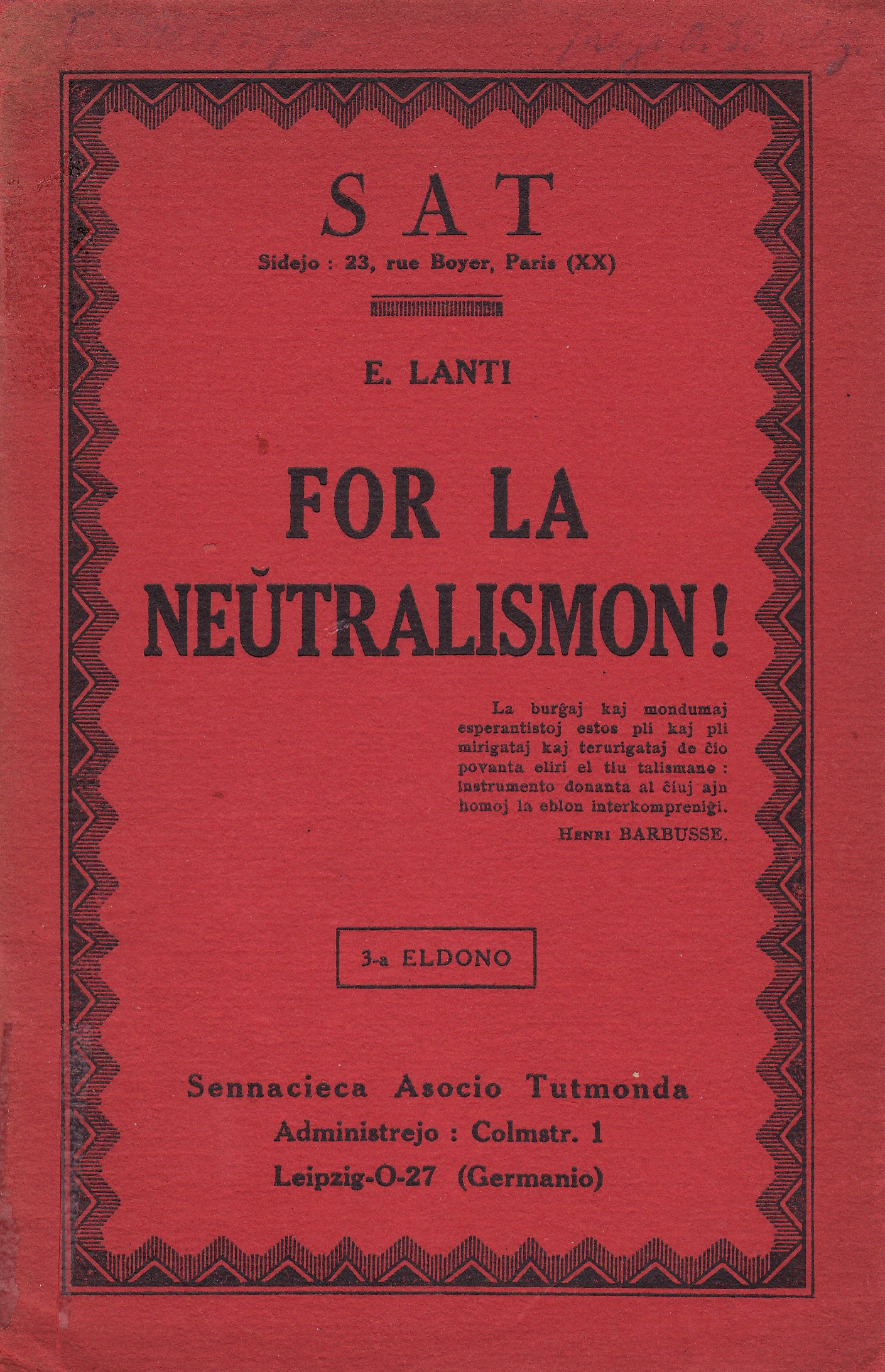
For la Neŭtralismon

Le néologisme « anationale » contenu dans le nom français de SAT ne définit pas une idéologie, mais désigne une structure originale dans les relations internationales du monde du travail, inspirée de celle de l'association espérantiste neutre, l'association universelle d'espéranto, telle que l'avait fondée Hector Hodler. Cette structure est caractérisée par le fait que l'adhésion des membres actifs est individuelle et directement mondiale, sans passer par l'intermédiaire de sections nationales. Elle a été exposée en détail, avec schéma explicatif, par Eugène Lanti dans une série d'articles, ultérieurement réédités sous forme de la brochure For la neŭtralismon! (« loin du neutralisme ») en préparation à la fondation de l'Association en 1921. Cette association mondiale ignore donc effectivement dans son fonctionnement interne les nations et les frontières. Une telle structure est rendue possible par le fait que tous les membres de l'association ont pour langue commune l'espéranto.

## Domaines d’actions

### Fractions internes
À l'intérieur de SAT se trouvent plusieurs courants progressistes du mouvement social : communistes, anarchistes, écologistes, pacifistes, syndicalistes, etc.
Les membres de SAT peuvent appartenir à différents partis ou mouvements, notamment politiques. Certains d'entre eux s'organisent à l'intérieur de SAT en fractions : SAT applique le droit de tendance. L'objectif de ces fractions n'est pas de conquérir le « pouvoir » à l'intérieur de l'organisation, mais d'organiser l'information au sujet de l'espéranto et de SAT en direction d'un public particulier :
- fraction pour l'Économie Distributive (Frakcio por Distribua Ekonomio)
- fraction Écologiste - Les Verts (Ekologiisma Frakcio - Verduloj)
- fraction Communiste (Komunista Frakcio)
- fraction Libertaire (Liberecana Frakcio)
- fraction de la Libre-pensée (Liberpensula Frakcio)
- fraction Anationaliste (Sennaciisma Frakcio)
- fraction de l'Arc-en-ciel (Ĉielarka Frakcio)

### Associations liées à SAT
Alors que SAT vise l'application pratique de l'espéranto, et se compose de ce fait d'adhérents parlant cette langue, le rôle de diffusion de l'espéranto incombe à des organisations liées à SAT par une convention. Le champ d'activités de ces organisations s'étend non pas en fonction des frontières nationales, mais des zones linguistiques. Pour la francophonie, ce rôle revient à SAT-Amikaro (« Les Amis de SAT », ou « l'Amicale de SAT »).
Les associations de travailleurs espérantophones (en espéranto : Laborista Esperanto-Asocio, LEA) sont des associations liées à l'association mondiale anationale et ayant pour but de promouvoir l'espéranto au sein du milieu ouvrier.

## Activités

### Publications

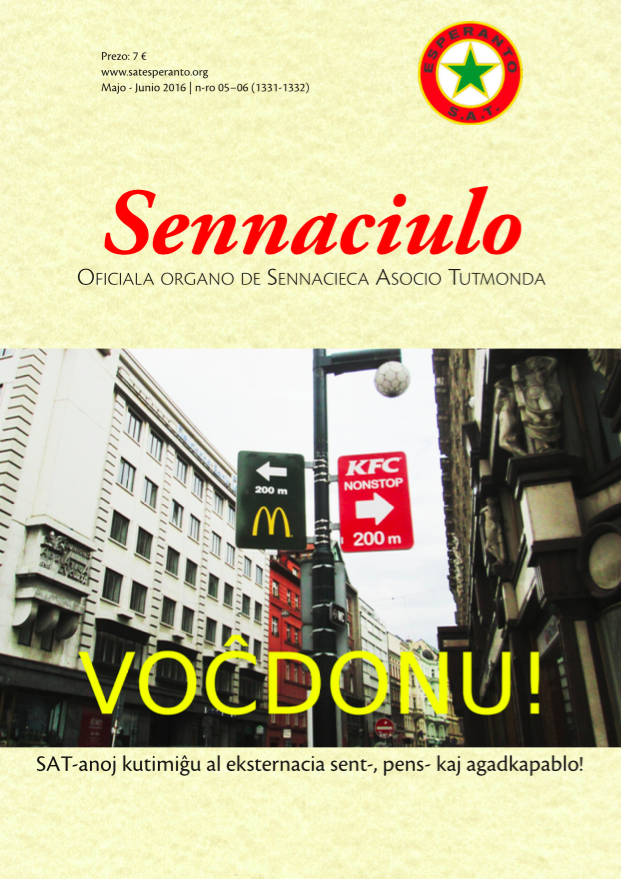
Sennaciulo, périodique édité par SAT

L'organe officiel de SAT est le journal Sennaciulo (« L'Homme sans nation »). SAT édite également la revue Sennacieca revuo.
Un des apports les plus importants de SAT est l'édition du Plena Ilustrita Vortaro de Esperanto (PIV, « Dictionnaire illustré complet en Espéranto »). Entièrement en espéranto, ce dictionnaire est un outil de référence de la communauté internationale espérantophone.

### Congrès de SAT

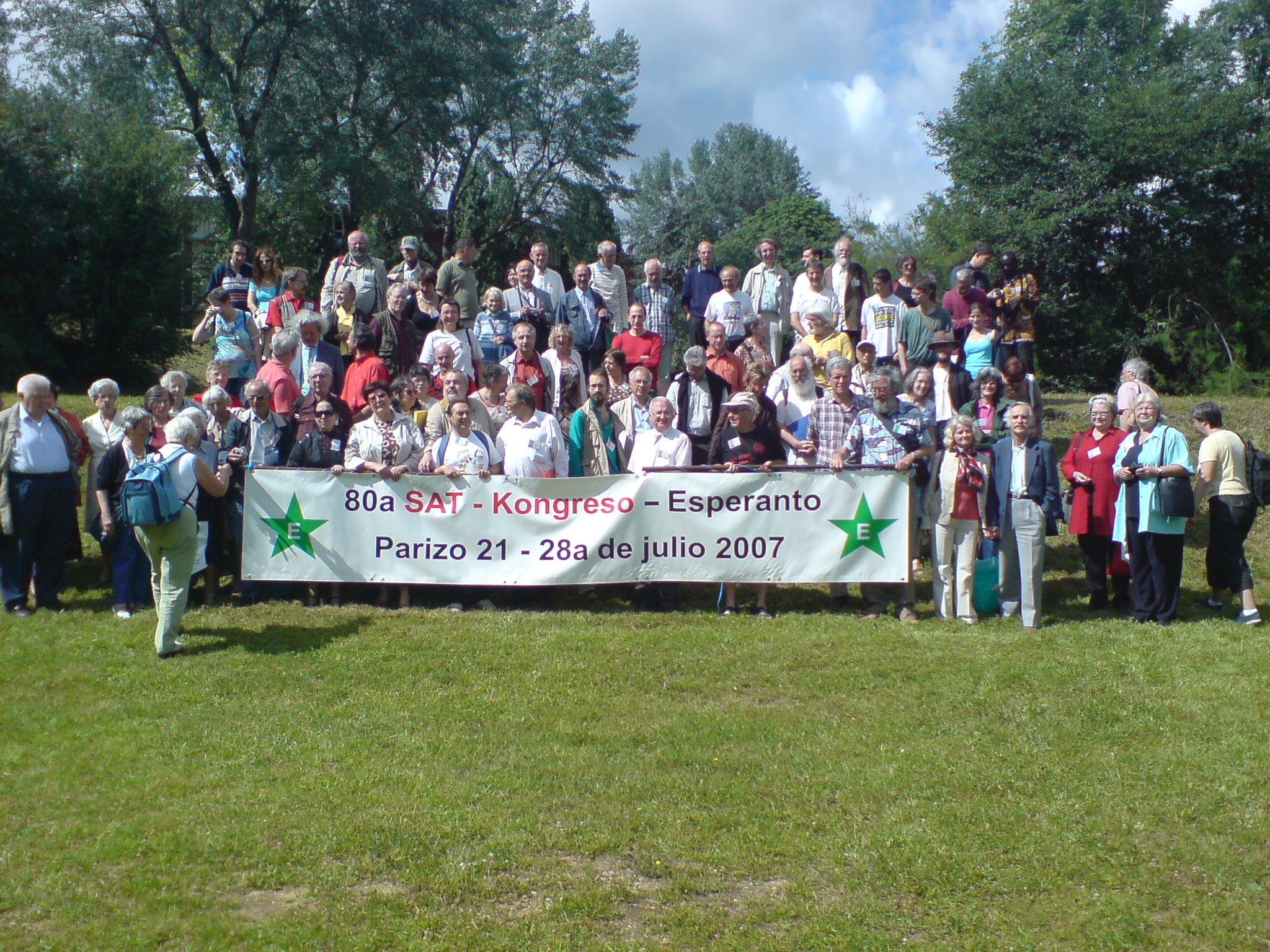
de SAT à Antony (Hauts-de-Seine)

Tous les ans depuis 1921, à l'exception de la période entre 1940 et 1946, SAT organise un congrès mondial, généralement dans une ville d'Europe. Ces congrès, dont la langue de travail est l'espéranto, permettent aux participants d'échanger sur des thèmes sociétaux et de prendre part à diverses activités culturelles et touristiques.

## Présidents du comité exécutif de SAT
| Période                 | Président            |
| ----------------------- | -------------------- |
| 1921-1933               | Eugène Lanti         |
| 1933-1935               | Hermann Platiel (eo) |
| 1935-1968 (hors Guerre) | Lucien Bannier       |
| 1969-1972               | Julien Piron         |
| 1972-1981               | Petro Levi (eo)      |
| 1981-1984               | Gilbert Chevrolat    |
| 1984-2001               | Yves Peyraut         |
| 2001-2003               | Jacques Bannier      |
| 2003-2012               | Jakvo Schram (eo)    |
| Depuis 2012             | Vinko Markovo        |